# Massachusetts Bay-provinsen
Massachusetts Bay-provinsen (engelska: Province of Massachusetts Bay) var åren 1691-1776 en engelsk, senare brittisk, besittning i Nordamerika. Den skapades genom ett privilegiebrev  den 7 oktober 1691, som trädde i kraft den 14 maj året därpå, och gällde Massachusetts Bay-kolonin, Plymouthkolonin, Provinsen Maine, Martha's Vineyard, Nantucket, Nova Scotia och New Brunswick. Området bestod av vad som senare kom att bli de amerikanska delstaterna Massachusetts och Maine, samt de kanadensiska provinserna Nova Scotia och New Brunswick, dock endast till 1697.

## Befolkningsstorlek
| År   | Massachusetts | Boston |
| ---- | ------------- | ------ |
| 1690 | 50 000        | 7 000  |
| 1700 | 56 000        | 6 700  |
| 1720 | 91 000        | 12 000 |
| 1740 | 152 000       | 16 000 |
| 1760 | 203 000       | 16 000 |
| 1780 | 269 000       | 16 000 |

Källor:  
Som jämförelse kan nämnas att Storbritannien 1770 hade 6,4 miljoner och Irland fyra miljoner invånare. Sverige med Finland hade 2,5 miljoner invånare samma år. Stockholm hade vid ungefär samma tidpunkt cirka 70 000 invånare och Göteborg cirka 11 000.

## Politisk organisation
Politisk organisation enligt privilegiebrevet 1691, gällande till den amerikanska revolutionen 1776, då den modifierades, och till 1780 då en ny statsförfattning antogs. Tidigare religiösa kvalifikationer för rösträtt ersattes med ett lågt egendomsstreck: Lös egendom värd 40 pund, eller fast egendom som avkastade 2 pund per år.
| Guvernör                   | Guvernörens råd                                                                                    | Lagstiftande församling | Övre kammare    | Nedre kammare | Högsta domstol                      |
| -------------------------- | -------------------------------------------------------------------------------------------------- | ----------------------- | --------------- | --- | ----------------------------------- |
| Utnämnd av kronan Vetorätt | Governor's Council Vald av den lagstiftande församlingens nedre kammare bland sina egna ledamöter. | Great and General Court | Guvernörens råd | House of Representatives (1705) 2/3 av den vuxna manliga befolkningen hade sedan 1691 rösträtt vid val till den lagstiftande församlingens nedre kammare. | Superior Court of Judicature (1692) |

Källa: 

## Politik
Politiken i Massachusetts Bay dominerades under 1700-talet av tre politiska fraktioner, expansionisterna, icke-expansionisterna och populisterna. 
| Fraktion            | Huvudidé                                 | Social tyngdpukt                                    | Geografisk tyngdpunkt                        | Religiös tendens                                 | Ledande personligheter  | Amerikanska revolutionen |
| ------------------- | ---------------------------------------- | --------------------------------------------------- | -------------------------------------------- | ------------------------------------------------ | ----------------------- | ------------------------ |
| Expansionister      | Krig med indianer och fransmän Inflation | Köpmän Förmögna lantbrukare                         | Boston Connecticutflodens dalgång            | Moderata kongregationalister                     | James Otis John Hancock | Patrioter                |
| Populister          | Krig med indianer och fransmän Inflation | Lägre klasserna: småbrukare, hantverkare, handlande | Landsbygden                                  | Konservativa kongregationalister Väckelsekristna | Samuel Adams            | Patrioter                |
| Icke-expansionister | Fredspolitik Stabil valuta               | Köpmän Förmögna lantbrukare                         | Boston Andra hamnstäder Kolonins östra delar | Anglikaner                                       | Thomas Hutchinson       | Lojalister               |

Källa: 

### Fotnoter
1. ↑  ”Massachusetts” (på engelska). World Statesmen. http://www.worldstatesmen.org/US_states_L-M.html#Massachusetts. Läst 9 november 2015.
2. ↑  ESTIMATED POPULATION OF AMERICAN COLONIES: 1610 TO 1780 Arkiverad 8 november 2017 hämtat från the Wayback Machine. 2018-07-12.
3. ↑  "Population Trends in Boston 1640 - 1990" Boston History and Architecture. 2018-07-12.
4. ↑  Key dates in Census, statistics and registration Great Britain 1000 - 18992012-01-20.
5. ↑  Prelude to Famine 4: Demographics2012-01-20.
6. ↑  Sveriges befolkning2012-01-20.
7. ↑  Alla svenska städer: befolkning 1770-tal Arkiverad 16 januari 2012 hämtat från the Wayback Machine.2012-01-28.
8. ↑  Labaree, Benjamin (1979). Colonial Massachusetts: a History. Millwood, NY, s. 127-132.
9. ↑  Egnal, Marc (1988). A Mighty Empire: the Origins of the American Revolution. Ithaca, NY: Cornell University Press, s. 20-28.